# Stand Atlantic
Stand Atlantic — австралийская поп-панк-группа, основанная в 2012 году в Сиднее. Группа состоит из вокалистки и гитаристки Бонни Фрейзер, гитариста Дэвида Поттера, басиста Мики Рича и ударника Джонно Паничи. На данный момент группа выпустила 3 мини-альбома и 3 студийных альбома. Третий по счёту альбом группы, F.E.A.R., вышел 6 мая 2022 года на лейбле Hopeless Records.
Альбомы группы дважды попадали в главный австралийский чарт ARIA Charts, где доходили до 23 и 10 позиций, а их синглы неоднократно попадали на радиостанции. Stand Atlantic стали группой, совершившей прорыв года в 2019 по версии журнала Rock Sound и одной из самых зажигательных групп 2018 года по версии Kerrang!.

## История

### Ранний период (2012-2018)
Группа What It's Worth была основана в 2012 году двумя старыми друзьями Бонни Фрейзер и Артуром Энджи в городе Сиднее, к которым позже присоединились Дэвид Поттер и Джордан Джансон. В 2013 они выпустили дебютный мини-альбом Catalyst. Видеоклип на сингл «Romeo» попал на австралийское телевидение. В начале 2014 года группа сменила название на Stand Atlantic. Причину смены названия они прокомментировали так: «После релиза первого EP название What It's Worth не соответствовало музыкальному направлению, в котором мы начали двигаться, и мы хотели чего-то более зрелого, что немного больше отражало бы наше звучание». Вскоре группа выпустила сингл «Breakaway». В апреле 2015 Stand Atlantic выпустили сингл «Wasteland» с видеоклипом на него. 14 апреля вышел мини-альбом A Place Apart. 22 сентября 2016 года Артур Энджи на своей странице в Facebook объявил о своём уходе из группы.
В конце 2016 года Stand Atlantic отправились в студию Electric Sun Studio для записи нового материала. 21 июня 2017 года Stand Atlantic объявили, что их подпишет лейбл Rude Records. Также они объявили, что 26 июня они выпустят новую музыку. В ранее объявленный день Stand Atlantic выпустили сингл «Coffee At Midnight» с предстоящего EP Sidewinder, который выйдет 15 сентября. 23 июля вышел сингл «Mess I Made». 27 июня группа объявила, что будет участвовать в Австралийском туре группы New Found Glory, который пройдёт с 8 по 16 августа. 28 августа группа выпустила сингл «Sidewinder».
15 сентября 2017 года состоялся релиз мини-альбома Sidewinder на лейбле Rude Records, поднявшись до 31 позиции в чарте iTunes в день релиза. В октябре 2017 группа объявила, что будет участвовать в турах группы ROAM по Великобритании и по Европе, которые пройдут в ноябре и декабре того же года. По итогам года EP Sidewinder попал в Топ 50 альбомов 2017 года по версии Rock Sound, заняв 10 место.
В 2018 году Stand Atlantic стали одной из самых зажигательных групп года по версии Kerrang!. В феврале того же года было объявлено, что группа выступит на фестивале Slam Dunk, который будет проходить с 26 по 28 мая. 14 мая 2018 был анонсирован тур группы Neck Deep по США, в котором также примут участие Stand Atlantic. Тур продлится с 6 сентября по 13 октября того же года.

### Skinny Dipping (2018-2019)
27 июля 2018 года Stand Atlantic объявили, что они завершили запись дебютного альбома.
5 октября стало известно, что Stand Atlantic подписал лейбл Hopeless Records. Также в этот день группа выпустила новый сингл «Lavender Bones» и анонсировала свой дебютный альбом Skinny Dipping, релиз которого запланирован на 26 октября. 2 октября вышел следующий сингл, «Lost My Cool». 23 октября группа выпустила третий, заглавный сингл из предстоящего альбома, «Skinny Dipping», премьера которого состоялась на BBC Radio 1. Как и планировалось, 26 октября состоялся релиз дебютного альбома Skinny Dipping. Альбом дошёл до 17 места в австралийском чарте iTunes. Kerrang! назвали Skinny Dipping альбомом недели.
14 ноября 2018 группа анонсировала тур по Великобритании и Европе, который пройдёт с 29 марта по 15 апреля 2019 года. Это первый международный тур, в котором Stand Atlantic будут хэдлайнерами. 5 июля 2019 года группа объявила о том, что их концертный участник Мики Рич, который выступал с группой с 2017 года, присоединяется к коллективу на постоянной основе.

### Pink Elephant(2019–2020)
В ходе тура по Великобритании в августе 2019 года Stand Atlantic выпустили мерч, на котором они анонсировали выход нового сингла «Hate Me (Sometimes)», премьера которого состоится на австралийском радио Triple J 16 сентября. 17 сентября ранее анонсированный сингл был выпущен вместе с видеоклипом на него. 24 октября Stand Atlantic объявили о том, что они начали работать над вторым студийным альбомом. Stand Atlantic стали группой, совершившей лучший прорыв в 2019 году по версии Rock Sound.
10 февраля 2020 года группа анонсировала выход новой музыки в течение недели. 13 февраля они выпустили сингл «Shh!». 1 апреля группа сначала анонсировала, а затем выпустила следующий сингл «Drink To Down», в видеоклипе на который были показаны фанаты группы, находящиеся на самоизоляции во время пандемии COVID-19. 13 марта состоялся релиз следующего сингла, «Wavelength». 25 июня Stand Atlantic выпустили сингл «Jurassic Park» вместе в видеоклипом на него, а также анонсировали новый альбом, Pink Elephant, который выйдет 7 августа на лейбле Hopeless Records. 5 августа был выпущен сингл «Blurry», в клипе на который показано продолжение истории, которая была в клипе на предыдущий сингл.
Вышедший 7 августа второй студийный альбом группы, Pink Elephant, попал в австралийский чарт ARIA Charts, где дебютировал под номером 23. В чарте iTunes альбом дошёл до 10 позиции. 20 ноября вышла песня «I'm Sorry», записанная вместе с Mokita.

### F.E.A.R.(2021-наше время)
29 апреля 2021 года Stand Atlantic выпустили сингл «Deathwish», в записи которого принимал участие Nothing,Nowhere. 4 ноября группа выпустила сингл «Molotov [OK]». Бонни Фрейзер дала комментарий о теме песни: «В течение трёх лет своей жизни я ходила в христианскую школу, и, когда пастор в течение собрания говорит „все геи будут гореть в аду“, ты это запомнишь и напишешь об этом песню».
14 января 2022 года группа выпустила сингл «Pity Party», записанный при участии Royal & the Serpent, а также анонсировала альбом F.E.A.R., дата выхода которого назначена на 6 мая того же года. 25 февраля стало известно, что Stand Atlantic выступят на фестивале Slam Dunk 2022, который пройдёт в июне. 3 марта Stand Atlantic выпустили сингл «Hair Out». 15 апреля Stand Atlantic выпустили сингл «Switchblade».
Как и было анонсировано, 6 мая 2022 года на Hopeless Records вышел третий студийный альбом группы, F.E.A.R., а также видеоклип на песню «Dumb», в записи которой участвовал Tom The Mail Man. Альбом дебютировал на 10 позиции в главном австралийском чарте и на 4 позиции в чарте iTunes.
В мае 2022 во время концерта Stand Atlantic произошла неловкая ситуация: Бонни Фрейзер перепутала название города, в котором они в тот момент выступали. Это привело к тому, что все присутствующие, в том числе и остальные члены группы, кричали "Позор", в то время, как вокалистка, смеясь над собой, лежала на полу и стучала ногой в такт выкриков толпы.

## Музыкальный стиль
EP Sidewinder по звучанию напоминает поп-панк начала 2000-х, смешанный с современным альтернативным роком. Бонни Фрейзер сказала, что они, смешивая поп с панком, берут самое агрессивное от каждого жанра. По словам вокалистки, на Stand Atlantic оказали влияние такие исполнители, как Джастин Бибер, Фрэнк Оушен, The Story So Far, Knuckle Puck. Дебютный альбом группы был чистым поп-панком, однако, начиная с альбома Pink Elephant, группа экспериментирует со своим стилем и добавляет к своему звучанию элементы таких жанров, как хеви-метал, хайперпоп, электроника.

## Состав
Действующий состав
- Бонни Фрейзер — вокал, ритм-гитара (с 2012)
- Дэвид Поттер — бас-гитара (2012-2017), гитара (с 2017)
- Мики Рич — бас-гитара (с 2017, 2017-2019 как концертный участник)
- Джонно Паничи — ударные (с 2015)

Бывшие участники
- Артур Энджи — гитара (2012-2016)
- Джордан Джансон — ударные (2012-2014)

Концертные участники
- Итан Местрони — ударные (2014-2015)
- Уилл Робинсон — гитара (2016-2017)

Временная шкала

## Дискография

### Студийные альбомы
- 2018 — Skinny Dipping
- 2020 — Pink Elephant
- 2022 — F.E.A.R.
- 2024 — Was Here

### Мини-альбомы
- 2013 — Catalyst
- 2015 — A Place Apart
- 2017 — Sidewinder